# Цветник
Цветни́к — участок (ограниченная территория), на котором выращивают декоративные растения. Чаще всего это травянистые цветковые растения, но могут присутствовать также кустарники и небольшие деревья. Среди растений могут быть как собственно цветковые (покрытосеменные) растения, так и представители других растительных отделов — хвойные, папоротниковидные и др.
Цветники используют для украшения садов, парков, а также пространства перед входом в здание. В качестве фона для красивоцветущих или других выделяющихся декоративных растений в цветниках нередко используют газон.
Растения для цветников подбирают таким образом, чтобы их цветки и вегетативные органы гармонировали друг с другом по окраске, форме и размерам, а сами растения — по срокам развития, времени и продолжительности цветения. В зависимости от растительного состава, характера участка, его геометрии и других факторов выделяют несколько типов цветников (классификация цветников довольно условна и может существенным образом различаться у разных авторов).

## Типы цветников
|  |
|  |
|  |
|  |

Альпи́йская го́рка, или альпина́рий, — участок, на котором выращивают растения, характерные для альпийского и субальпийского пояса, а также растения-литофиты. Обычно в середине альпийской горки устанавливают крупный камень, символизирующий горную вершину, вокруг размещают камни меньшего размера, между ними высаживают растения. Нередко для альпийских горок используют не только горные, но и другие растения, похожие на горные. Обычно альпинарий рассматривают как один из видов рокария (каменистого сада).
Бордю́р — узкая полоса из низкорослых (высотой до 1 м) древесных и травянистых растений, окаймляющая дорожки, цветники и партеры в парках и садах; вид живой изгороди.
Во́дный цветни́к — участок с водоёмом. Обычно состоит из обрамлённого камнями небольшого водоёма, в котором растут водные растения, а также из прибрежных растений, подходящей к водоёму дорожки и скамейки.
Декорати́вный огоро́д — участок с грядками строгой формы, на которых выращивают огородные и декоративные растения. Гряды обычно имеют бордюр из стриженого самшита. Совокупность гряд образует узор (обычно симметричный). Дорожки в декоративном огороде обычно прямые, покрытые гравием. Впервые такого типа цветники появились во Франции.
Клу́мба — участок (обычно небольшой по размерам, нередко более высокий по сравнению с соседними участками) в форме геометрической фигуры, круга, овала, реже прямоугольника. Растения на клумбе сажают так, чтобы они образовывали узор или рисунок. Для оформления клумб используют малые архитектурные формы. При отсутствии цветов или других растений данный участок не может быть отнесён к понятию клумба.
Компози́ция из хво́йных расте́ний — участок, на котором преобладают хвойные растения. Для разнообразия к ним обычно добавляют листопадные кустарники (особенно яркоокрашенные) и травянистые растения.
Масси́в — сплошные посадки растений, более-менее одинаковые на всей своей площади; могут состоять как из растений одного вида (чистые массивы), так и из растений многих видов; для создании массивов обычно используют травянистые красивоцветущие декоративные растения.
Миксбо́рдер (от англ. mix — «смешивать» и border — «граница») — вытянутый цветник, в котором растения подбираются таким образом, чтобы цветник выглядел декоративно большую часть года. В миксбордере присутствуют как древесные растения, так и травянистые. Если миксбордер с одной стороны ограничен дорогой (дорожкой), а с другой — стеной (изгородью), низкорослые растения сажают вдоль дороги, а самые высокие — вдоль стены (самыми высокими могут быть также лианы, обвивающие стену); растения в центре имеют промежуточную высоту. Считается, что ширина миксбордера не должна более чем в полтора раза превышать высоту самого высокого растения. Такого типа цветники впервые появились в Англии.
Палиса́дник (от фр. palissade — «изгородь, частокол») — огороженный участок между домом и дорогой. Обычно рассечён дорожкой, ведущей к входу в дом, а в стилевом решении связан с архитектурой дома. Композиция палисадника нередко основана на двух доминантных растениях, растущих по разные стороны дорожки, и дополняющих их более мелких растениях.
Парте́р (фр. parterre — «цветник» от par terre — «на земле»), или орнаментальный цветник — участок, на котором выращивают декоративные растения, образующие узор (орнамент, арабеску). Один из старинных типов цветников: партеры появились во времена Тюдоров.

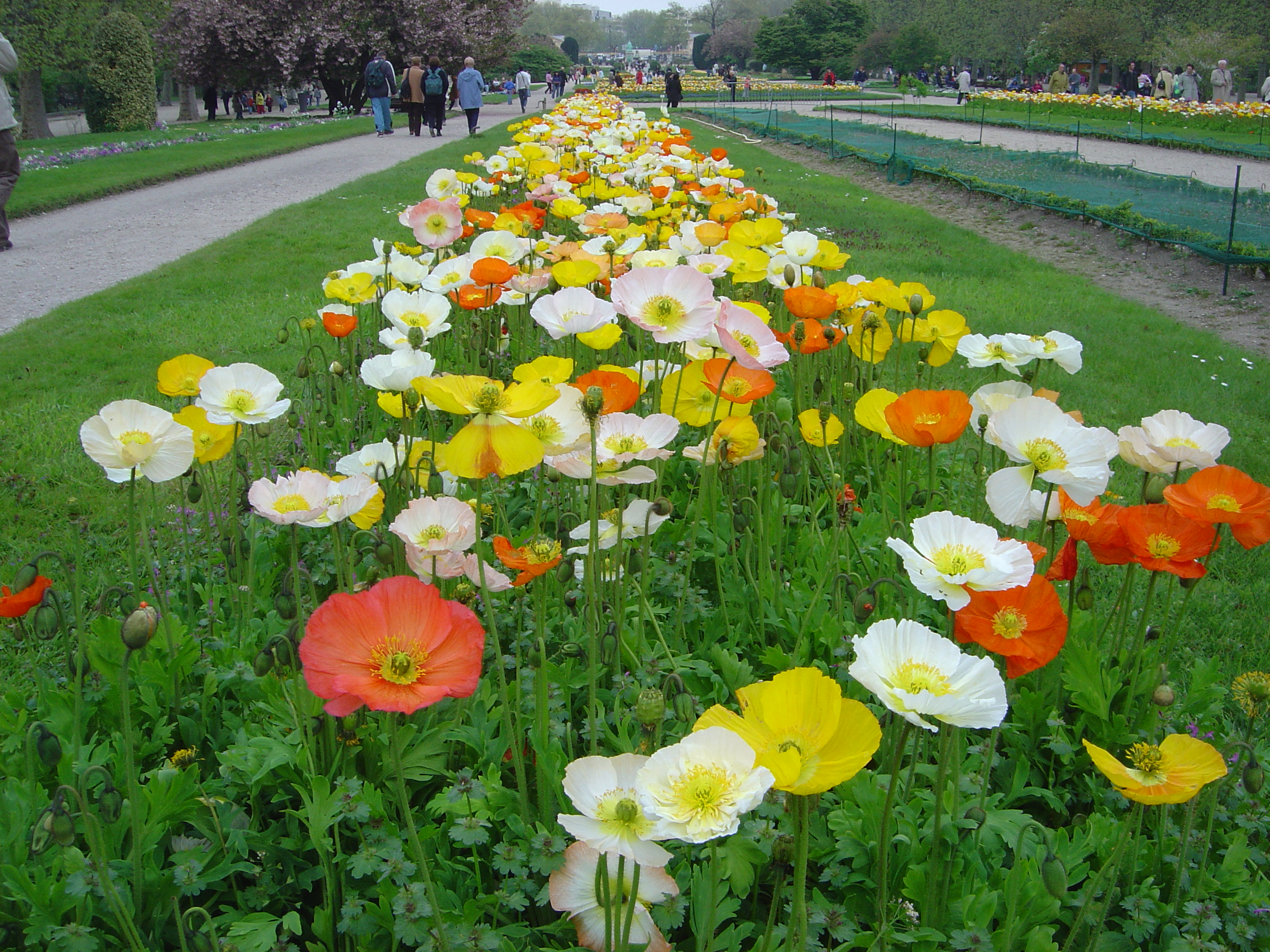
Рабатка из маков

Рабатка — разновидность партера; участок, имеющий форму полосы шириной обычно от полуметра до полутора метров (иногда шире), при этом длина рабатки должна превышать её ширину не менее чем в три раза. Если предполагается, что у рабатки будет односторонний обзор, то разновысокие растения располагают на ней «лесенкой», если же у рабатки будет двусторонний обзор, то самые высокие растения располагают в центре. Обычно рабатки устраивают вдоль садовых дорожек.

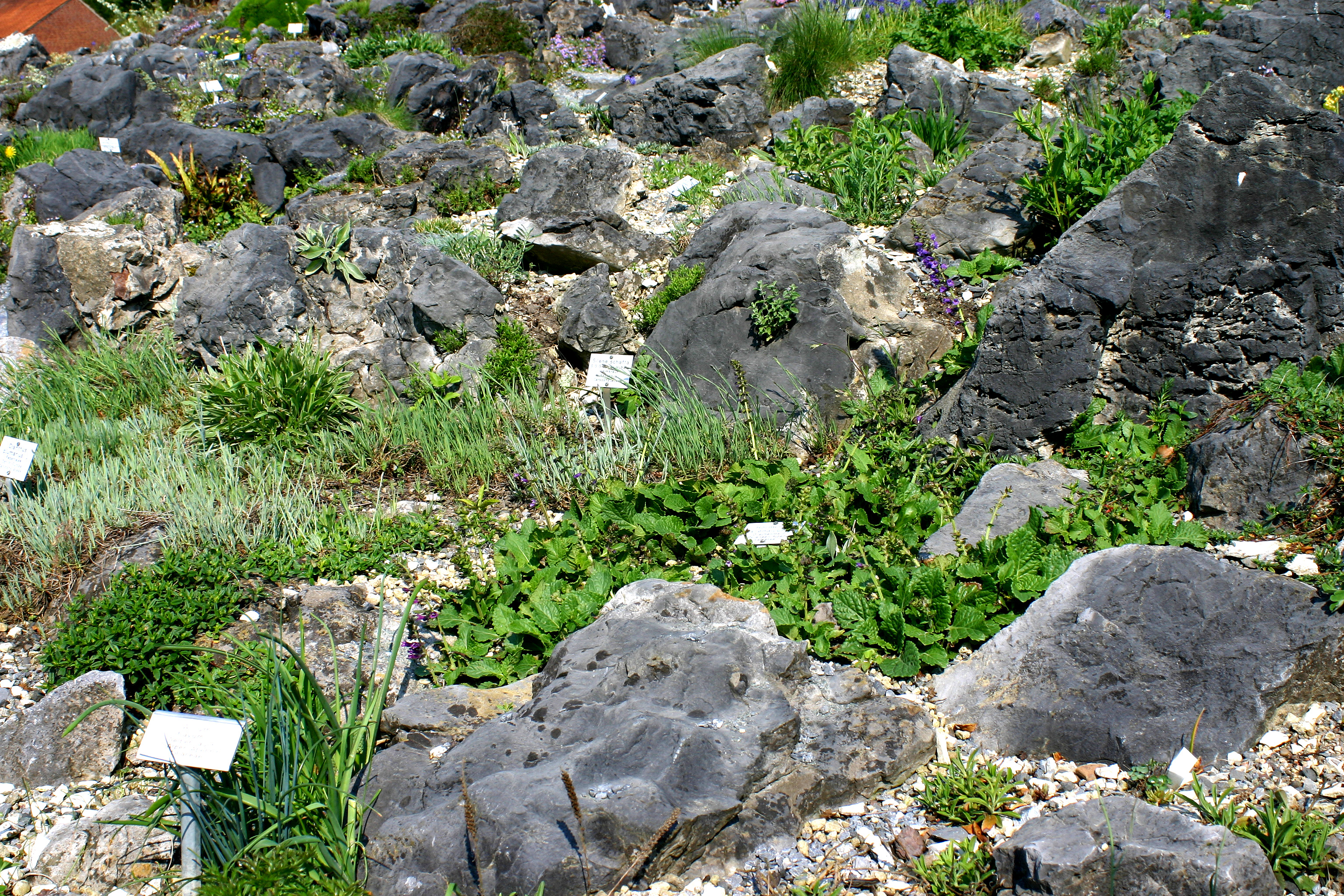
Рокарий в Мюнстерском ботаническом саду, Германия

Рока́рий (каменистый сад, каменистая горка) — участок, значительную долю поверхности которого занимают относительно крупные камни. В рокарии выращивают низкорослые растения: кустарнички (особенно из семейства Вересковые), стелющиеся растения, подушковидные растения. Используют обычно только одну породу камня. Камни укладывают или параллельными линиями, или в естественном («хаотичном») стиле. Один из видов рокария — альпийская горка (альпинарий).
Гравийный сад — засыпанные гравием площадки с точечными посадками растений (обычно это представители степной и горной растительности). В отличие от рокария, для гравийного сада не характерно использование крупных камней. Для ухода за такими садами достаточно минимального ухода, который сводится к уборке опавших листьев и удалению немногочисленных сорняков.
Цветни́к в се́льском сти́ле (цветник в стиле кантри) — территория, похожая на естественный участок сельской местности. В цветниках данного типа обычно присутствуют также национальные элементы: в Англии, к примеру, подобные цветники нередко разбивают на фоне традиционной кирпичной стены.
Цвето́чные часы́ — участок с очень специфическим подбором растений, которые открывают и закрывают свои цветки последовательно, каждое растение — в своё время.
|                                              |
| Цветочные часы в Крайстчерче, Новая Зеландия |